# Winchester (Oklahoma)
Winchester és un town (poble) al Comtat d'Okmulgee a l'estat d'Oklahoma. Segons el cens del 2000 tenia 424 habitants.

## Demografia
Segons el cens del 2000, Winchester tenia 424 habitants, 153 habitatges, i 123 famílies. La densitat de població era de 36,3 habitants per km².
Dels 153 habitatges en un 31,4% hi vivien nens de menys de 18 anys, en un 68% hi vivien parelles casades, en un 6,5% dones solteres, i en un 19,6% no eren unitats familiars. En el 17% dels habitatges hi vivien persones soles el 3,9% de les quals corresponia a persones de 65 anys o més que vivien soles. El nombre mitjà de persones vivint en cada habitatge era de 2,77 i el nombre mitjà de persones que vivien en cada família era de 3,08.
Per edats la població es repartia de la següent manera: un 27,4% tenia menys de 18 anys, un 7,3% entre 18 i 24, un 30% entre 25 i 44, un 26,2% de 45 a 60 i un 9,2% 65 anys o més.
L'edat mediana era de 37 anys. Per cada 100 dones de 18 o més anys hi havia 96,2 homes.
La renda mediana per habitatge era de 37.031 $ i la renda mediana per família de 49.444 $. Els homes tenien una renda mediana de 34.792 $ mentre que les dones 20.833 $. La renda per capita de la població era de 14.614 $. Entorn del 4% de les famílies i el 10,4% de la població estaven per davall del llindar de pobresa.

## Poblacions properes
El següent diagrama mostra les poblacions més properes.